# Great Falls (Virginia)
Great Falls es un lugar designado por el censo en el  condado de Fairfax, Virginia  (Estados Unidos). Según el censo de 2010 tenía una población de 15 427 habitantes. Se encuentra al noreste del estado, sobre la orilla derecha del curso bajo del río Potomac, que lo separa de Maryland. 

## Demografía

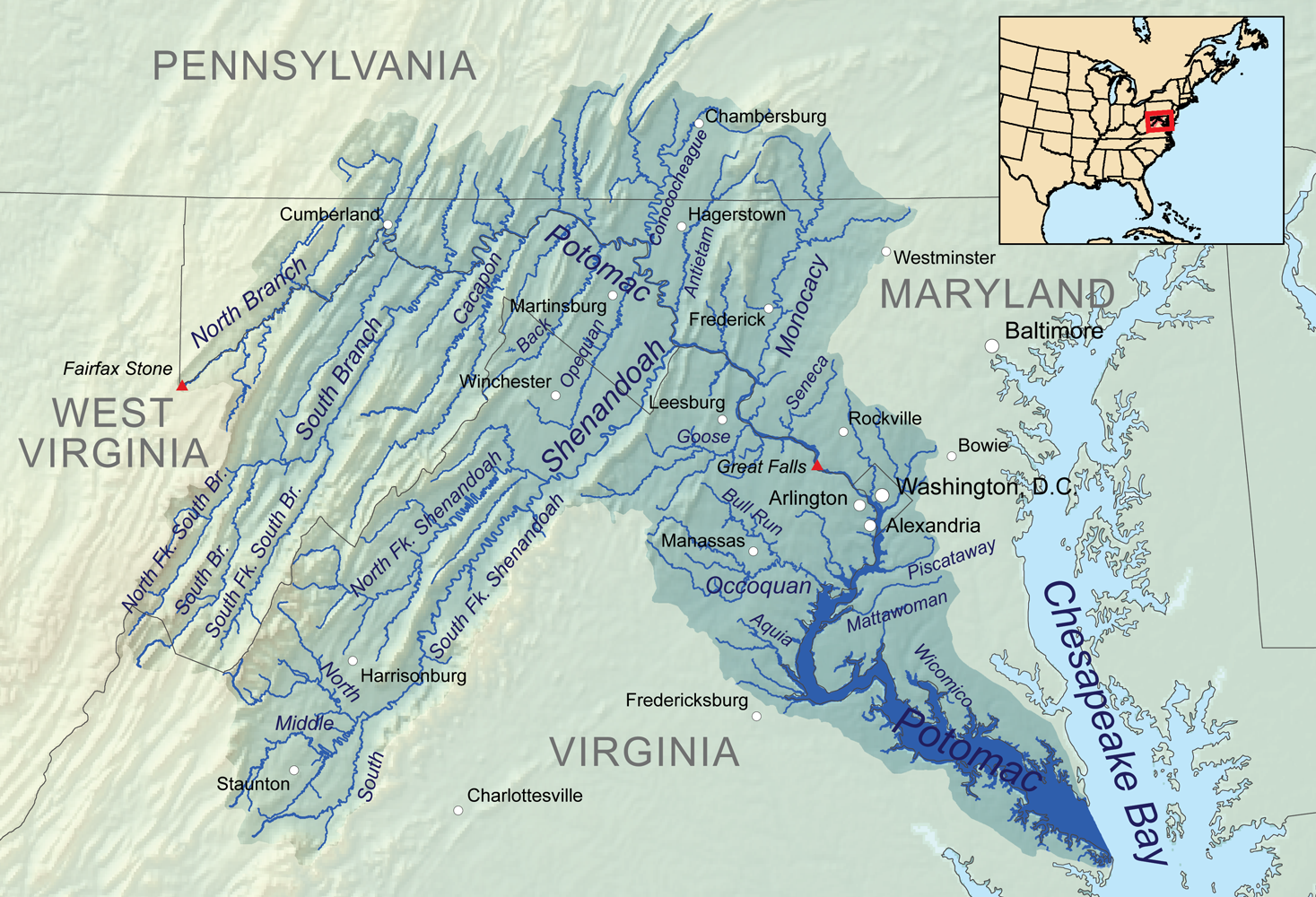
Mapa del río Potomac en el que aparecen las cataratas Great Falls

Según el censo del 2000, Great Falls tenía 8.549 habitantes, 2.785 viviendas, y 2.464 familias. La densidad de población era de 184,7 habitantes por km².
De las 2.785 viviendas en un 44,5%  vivían niños de menos de 18 años, en un 82,4%  vivían parejas casadas, en un 4,2% mujeres solteras, y en un 11,5% no eran unidades familiares. En el 8,3% de las viviendas  vivían personas solas el 2,7% de las cuales correspondía a personas de 65 años o más que vivían solas. El número medioo de personas viviendo en cada vivienda era de 3,07 y el número medio de personas que vivían en cada familia era de 3,23.
Por edades la población se repartía de la siguiente manera: un 29,5% tenía menos de 18 años, un 4,1% entre 18 y 24, un 22,1% entre 25 y 44, un 35,9% de 45 a 60 y un 8,5% 65 años o más.
La edad media era de 42 años.  Por cada 100 mujeres de 18 o más años  había 98,1 hombres.
La renta mediaa por vivienda era de 159.695$ y la renta media por familia de 170.618$. Los hombres tenían una renta media de 100.000$ mientras que las mujeres 62.206$. La renta per cápita de la población era de 78.149$. En torno al 0,9% de las familias y el 1,8% de la población estaban por debajo del umbral de pobreza.

## Localidades adyacentes
El siguiente diagrama muestra a las localidades más próximas a Great Falls.